# Prosdocimo di Padova
San Prosdocimo di Padova (... – 100 circa) è stato il primo vescovo di Padova.
Secondo la tradizione, sarebbe vissuto nel I secolo, sarebbe stato discepolo di san Pietro apostolo da cui sarebbe stato consacrato vescovo; avrebbe convertito al Cristianesimo gli abitanti della Sabina e di Rieti (della cui diocesi è considerato il Fondatore),  dopodiché si sarebbe diretto in Veneto.
Diventato il primo vescovo di Padova, sarebbe morto in tarda età attorno all'anno 100.
Le sue spoglie sono venerate nel sacello a lui dedicato, una delle più antiche costruzioni della città presso la basilica di Santa Giustina a Padova. È patrono di Padova con sant'Antonio, santa Giustina e san Daniele.

## Tradizione
La tradizione cristiana lo vuole primo vescovo della città di Padova. Secondo la tradizione, Prosdocimo sarebbe stato il secondo evangelizzatore della diocesi di Belluno, dopo sant'Ermagora, primo vescovo di Aquileia e discepolo di san Marco evangelista. La tradizione vorrebbe anche vedere in san Prosdocimo il primo evangelizzatore di Feltre.
Tracce del suo passaggio si hanno anche nell'alto vicentino dove, sempre per tradizione, la sua predicazione ha convertito le genti della Val Leogra e l'insediamento della prima chiesa locale in quel di Pievebelvicino (VI) al posto dell'esistente tempio dedicato a Diana dea della caccia.
Dal suo nome si deduce che era di origine elleniche: il nome Prosdocimo significa l'atteso in greco. Poche e tardive sono le testimonianze scritte di questo vescovo, riportate in testi agiografici pittoreschi. Le tardive fonti scritte sono anche dovute al fatto che Padova in epoca longobarda venne completamente rasa al suolo e impiegò molto tempo prima di riprendersi. Questo evento non riuscì comunque a cancellare dalla memoria dei credenti il suo primo vescovo.
La tradizione lo vuole instancabile battezzatore: l'iconografia del XV secolo lo raffigura con il pastorale e con una brocca, simbolo di quel sacramento. Prosdocimo non subì il martirio ma morì in tarda età, amato dalla sua gente e venerato come santo confessore.

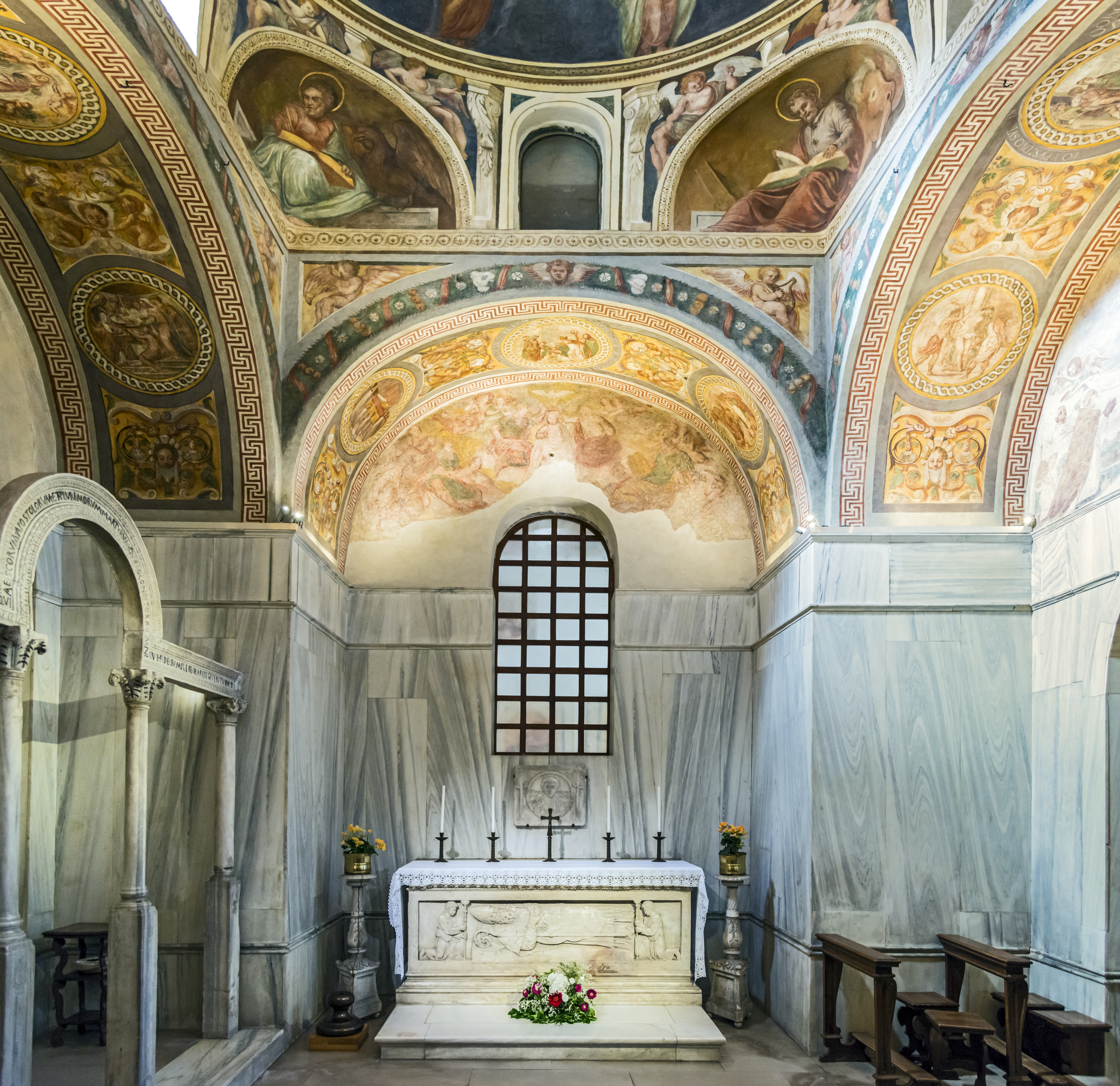
Il sacello di San Prosdocimo a Padova
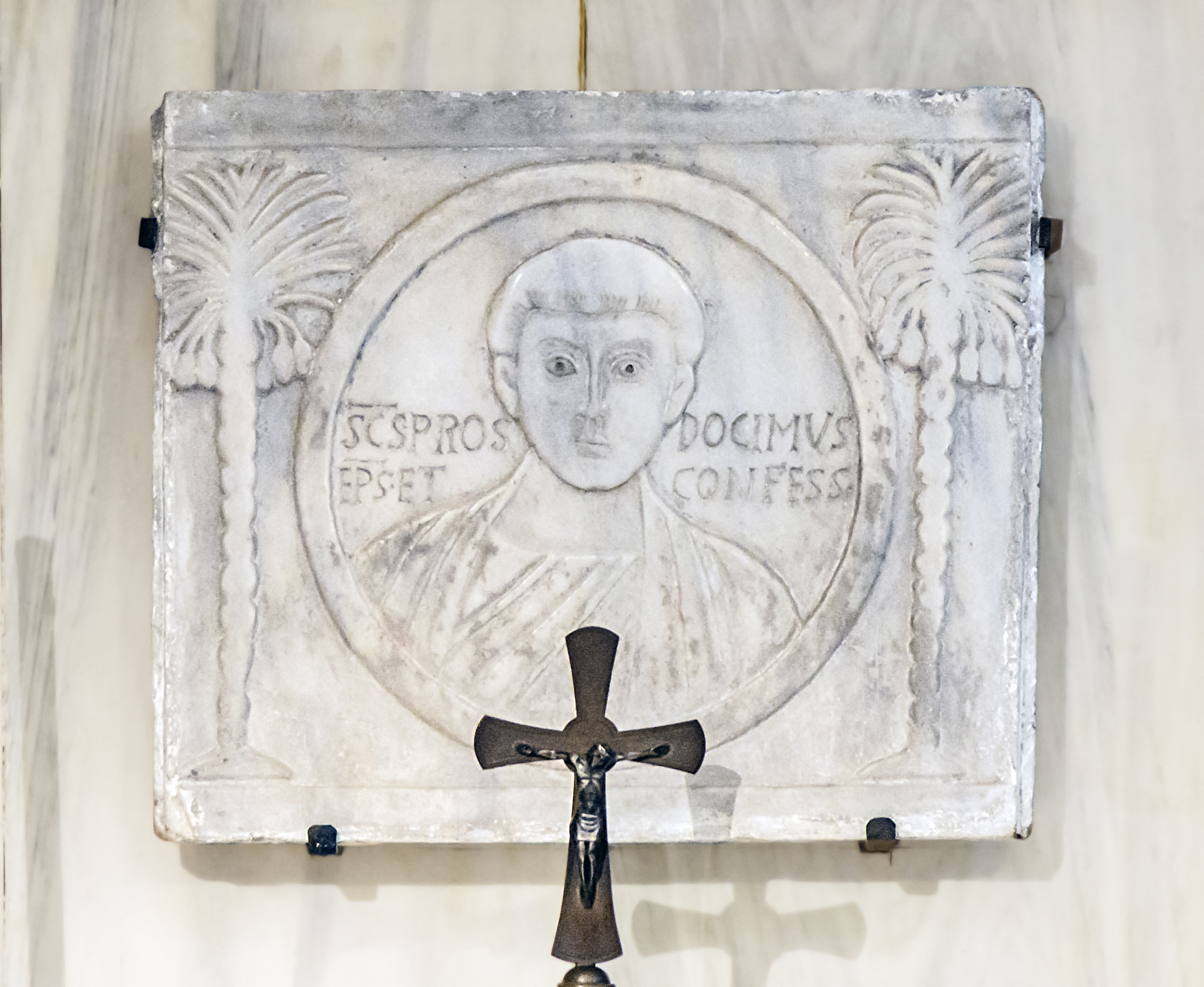
Bassorilievo di San Prosdocimo
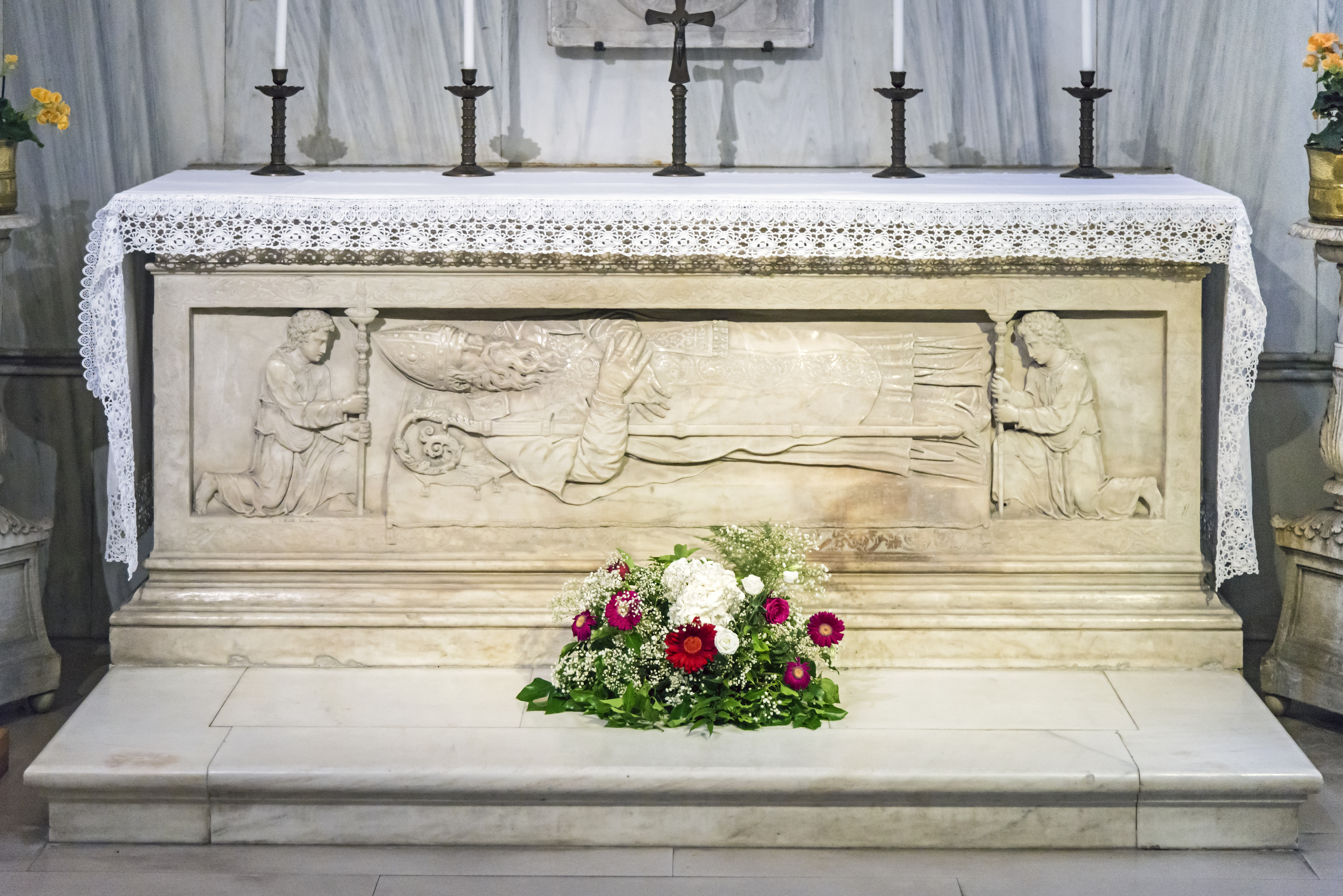
La tomba

## Culto di san Prosdocimo a Rieti
Secondo la tradizione locale, non supportata da prove, Prosdocimo fu il primo evangelizzatore della Sabina e il fondatore della diocesi di Rieti. ll calendario diocesano lo commemora il 7 novembre.
Nel duomo di Rieti è raffigurato in una statua situata in una delle quattro nicchie del vestibolo alla cappella di Santa Barbara.

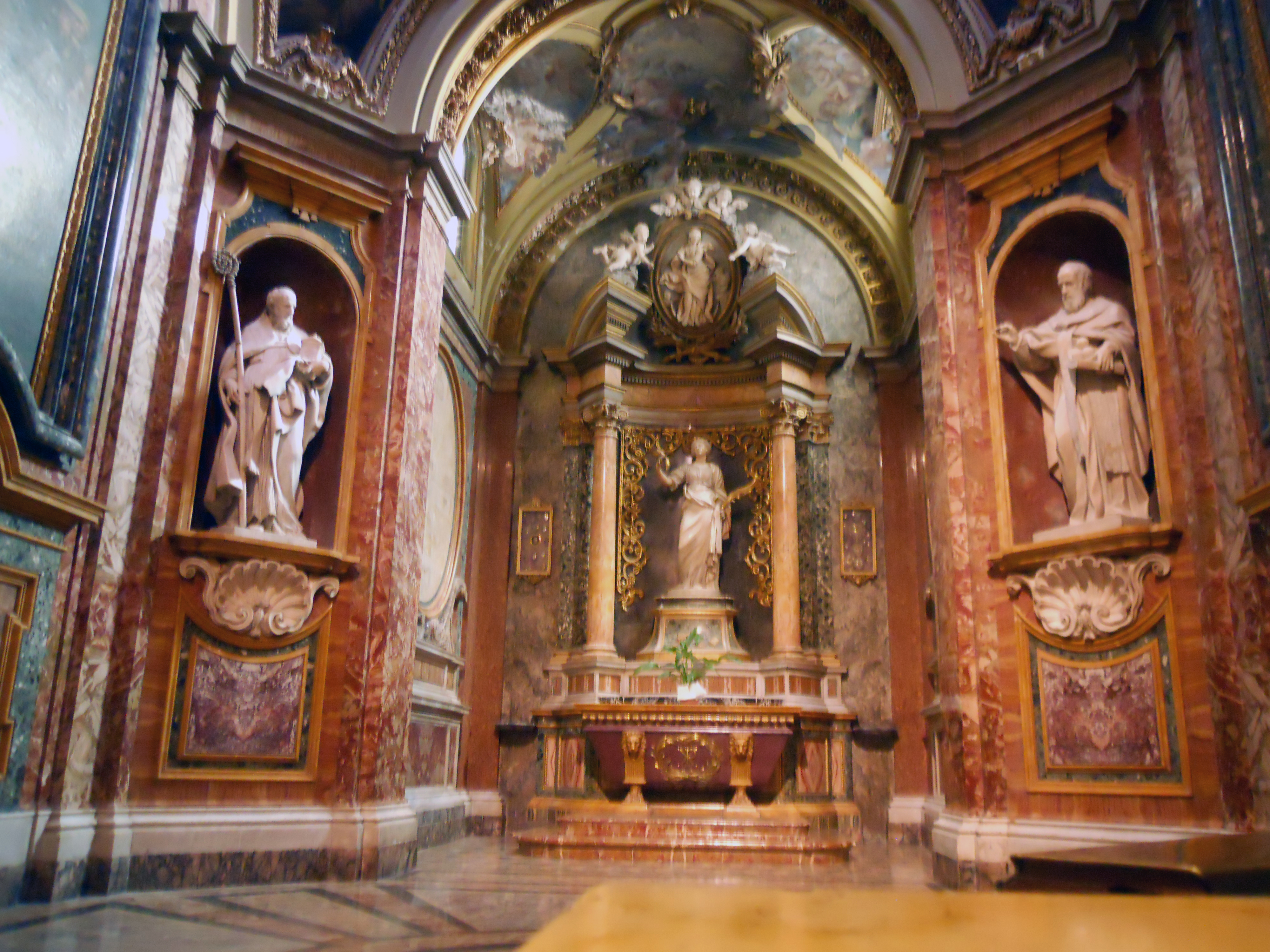
Cattedrale di Rieti, cappella di Santa Barbara. Statua di San Prosdocimo (a sinistra).
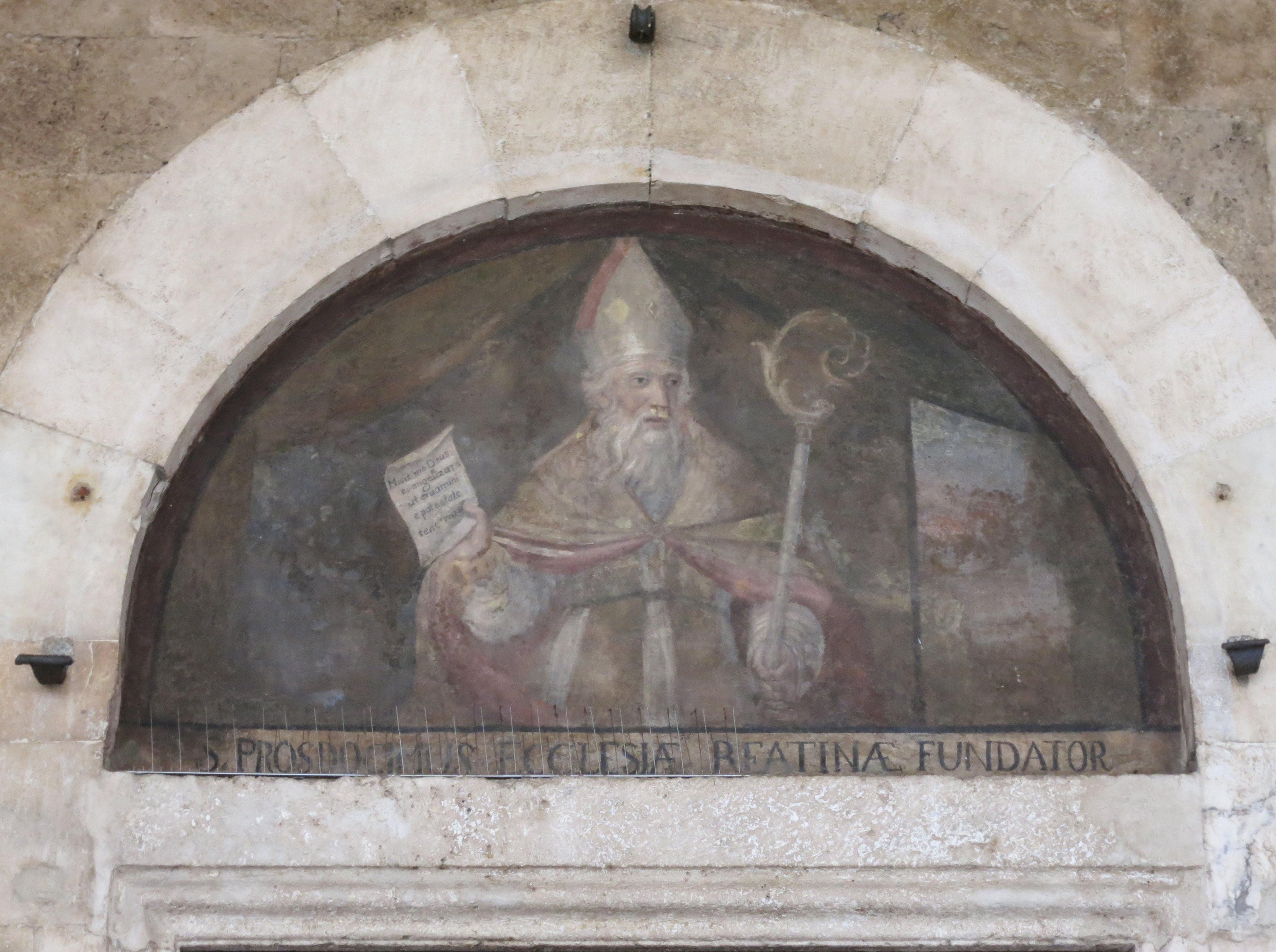
San Prosdocimo raffigurato da Vincenzo Manenti nella lunetta del portale sinistro della Cattedrale di Rieti